# Alianza Coronel Moldes
Alianza Coronel Moldes, también conocido como Alianza Moldense, fue un equipo de fútbol producto de la fusión entre los 3 clubes que practican este deporte en la localidad de Coronel Moldes, Córdoba: Toro Club Social y Deportivo, Everton Club Moldes y Club Atlético Belgrano. Fue fundado oficialmente el 20 de diciembre de 2007 y a finales de 2014 Belgrano se retiró de la alianza. Participó en la cuarta categoría del fútbol argentino entre 2012 y 2015. Además, estuvo afiliado a la Liga Regional de Fútbol de Río Cuarto, donde obtuvo 5 títulos.
En la Copa Argentina 2014/15 hizo historia al convertirse en el primer equipo de la Liga Regional de Fútbol de Río Cuarto en alcanzar la fase final, en la cual cayó en la tanda de penales tras empatar 1 a 1 contra el Club Atlético Independiente de la Primera División de Argentina.

## Historia

### Antecedentes
Previo a la Alianza conformada en 2007, hubo otras uniones entre clubes moldenses.
Antes de la creación de la Liga Regional de Fútbol de Río Cuarto, existía la Liga Regional Moldense, cuya selección disputó el
Campeonato Argentino de Selecciones de Ligas.
Más tarde hubo alianzas entre dos de los clubes de Moldes: Fusión Belgrano-Toro, quien obtuvo el título de 1977 de la Liga de Río Cuarto y participó del Torneo Regional 1978; Toro-Everton, quien obtuvo el Torneo Apertura y Oficial 2007.

#### Club Atlético Belgrano
Fundado el 30 de agosto de 1922, sus colores representativos son el celeste y blanco. Obtuvo cinco títulos seguidos en la Liga Moldense y un título en 1986 de la Liga Regional de Fútbol de Río Cuarto]. Se retiró de la Alianza a fines de 2014.
Además del fútbol, en el club se practicaron béisbol, tenis, ciclismo, básquet y bochas e inauguró una biblioteca.

#### Everton Club Moldes
Fundado el 6 de abril de 1922, sus colores son el negro y blanco.
En el club se practica hockey, tenis, bochas, fútbol, pádel, golf, básquet, atletismo, tiro al blanco e hipismo. En 1972 inauguró el Cine Teatro Everton y desde 2005 el club organiza el Festival de la Familia.

#### Toro Club Social y Deportivo
Fundado el 2 de julio de 1949, sus colores son el rojo, azul y blanco. Obtuvo 5 títulos en la Liga Regional de Fútbol de Río Cuarto.
Además del fútbol, se practica tenis, básquet, patín, hockey, vóley, pádel, rugby y equitación.

### Copa Argentina 2014/15
En la Copa Argentina 2014/15 hizo historia al convertirse en el primer equipo de la Liga Regional de Fútbol de Río Cuarto en alcanzar la fase final, tras eliminar a Unión de Villa Krause -de San Juan-, Deportivo Maipú -de Mendoza- y Estudiantes (RC) -también de Córdoba-.

#### Partido histórico ante Independiente
El rival que le tocó en el sorteo fue Independiente, lo que lo convirtió en el octavo club de la provincia de Córdoba en disputar un encuentro oficial con el Rey de Copas.  El encuentro, disputado el 26 de abril de 2015, pasó a la historia grande del club y del fútbol cordobés, no solo por la jerarquía del rival y la diferencia de categoría, sino por el sorprendente resultado. La Alianza empató con Independiente 1-1 en el Estadio Mario Alberto Kempes, tras haber estado en ventaja durante casi todo el encuentro, y luego cayó 4-1 en la tanda de penales. Pese a la derrota el plantel fue ovacionado por ambas hinchadas al retirarse del estadio y reconocido por la prensa nacional.

### Desaparición
A finales de 2014, Belgrano se retiró de la alianza. Tras participar en el Torneo Federal B 2015, Toro Club y Everton se dividieron y volvieron a competir por separado.

## Rivalidades
Tuvo rivalidades con otros equipos cercanos a Coronel Moldes, como San Martín de Vicuña Mackenna o Atlético Sampacho. En el Torneo Federal B, fueron considerado clásicos los enfrentamientos con otros clubes de la Liga de Río Cuarto, como contra Asociación Atlética Estudiantes.

## Estadio
Hizo de local en el Coliseo Azulgrana del Toro Club, que tiene capacidad para 4000 espectadores.

## Uniforme
Son varios los uniformes que ha utilizado pese a su corta historia.
- Uniforme titular: verde flúo con cuello celeste y negro junto con vivos rojinegros en los laterales del frente que se propagan hasta las mangas..
- Uniforme suplente: violeta con tres líneas con los colores del escudo.

## Datos del club
- Temporadas en Primera División: 0.
- Temporadas en segunda división: 0.
- Temporadas en tercera división: 0.
- Temporadas en cuarta división: 4.
  - Torneo Argentino B: 2012/13, 2013/14.
  - Torneo Federal B: 2014, 2015.
- Temporadas en quinta división (5): Torneo del Interior 2008, 2009, 2010, 2011 y 2012.
- Máximas goleadas conseguidas:
  - En campeonatos nacionales:
- Máximas goleadas recibidas:
  - En campeonato nacionales:
- Mejor puesto en la liga:
- Peor puesto en la liga:
- Máximos goleadores: Juan Reynoso, Lucio Constantini y Jorge Nuñez.
- Más partidos disputados: Jorge Ramón Zalazar (contando los partidos previos a la formación de la alianza en 2007).

- Ascensos/descensos:

 2012: ascenso al Torneo Argentino B (por invitación).
 2015: descenso al Torneo del Interior 2016, donde rechaza la participación por lo que baja a la Liga Regional de Fútbol de Río Cuarto.

## Palmarés

### Torneos regionales
- Liga Regional de Fútbol de Río Cuarto (5): Apertura y Oficial 2008, Apertura 2010, Apertura y Oficial 2012.[19]